# Maximiliano Gómez Torres
Maximiliano Gómez Torres (Panama, 18 dicembre 1975 – Panama, 11 agosto 2017) è stato un cestista panamense.

## Carriera
Con Panama ha disputato il Campionato del mondo 2006 e 5 edizioni dei Campionati americani (1999, 2001, 2005, 2007, 2009).